# Гейні Отто
Гейні Отто (нід. Heini Otto; нар. 24 серпня 1954, Амстердам) — нідерландський футболіст, півзахисник.
Насамперед відомий виступами за клуби «Твенте», «Мідлсбро» та «АДО Ден Гаг», а також за національну збірну Нідерландів.

## Клубна кар'єра
У дорослому футболі дебютував у 1974 році виступами за команду клубу «Амстердам», в якій провів чотири сезони, взявши участь у 124 матчах чемпіонату.
Своєю грою за цю команду привернув увагу представників тренерського штабу клубу «Твенте», до складу якого приєднався 1978 року. Відіграв за команду з Енсхеде наступні три сезони своєї ігрової кар'єри. Більшість часу, проведеного у складі «Твенте», був гравцем основного складу команди.
У 1981 році уклав контракт з клубом «Мідлсбро», у складі якого провів наступні чотири роки своєї кар'єри гравця. Граючи у складі «Мідлсбро», також здебільшого виходив на поле в основному складі команди.
У 1985 році перейшов до клубу «АДО Ден Гаг», за який відіграв 7 сезонів. Тренерським штабом нового клубу також розглядався як гравець «основи». Завершив професійну кар'єру футболіста виступами за команду «АДО Ден Гаг» у 1992 році.

## Виступи за збірну
У 1975 році дебютував в офіційних матчах у складі національної збірної Нідерландів. В подальшому в офіційних матчах збірної участі не брав.
У складі збірної був учасником чемпіонату Європи 1980 року в Італії, на якому, втім, на поле не виходив.